# Emoia aenea
Emoia aenea este o specie de șopârle din genul Emoia, familia Scincidae, descrisă de Walter Varian Brown și Parker 1985. Conform Catalogue of Life specia Emoia aenea nu are subspecii cunoscute.